# Salomée Halpir
Regina Salomée Halpir, née en 1718 et morte après 1763, était une ophtalmologiste du XVIIIe siècle. On la présente souvent comme la première femme médecin du Grand-duché de Lituanie. Ce que l'on sait de sa vie est connu par ses mémoires écrites en 1760, qui sont un exemple unique de mémoire de voyage et de littérature féminine. Halpir exprime des caractéristiques et des ambitions résolument non féminines. Plutôt que de consacrer sa vie à élever des enfants et à être une bonne épouse comme le dictent les normes sociales du XVIIIe siècle, Halpir s'efforce de devenir une femme médecin renommée et exprime sa soif de voyages et d'aventure.

## Des noms
Elle est connue sous une grande variété de noms. Les prénoms qui lui sont le plus souvent donnés sont Salomea, Salome ou Salomėja. Dans ses mémoires, elle se fait appeler Salomea, mais elle les dédicace avec le prénom de Regina. Les noms de jeune fille qui lui sont le plus souvent donnés sont Rusiecki, Rusiecka, Ruseckaitė ou Rusieckich. Halpir ou Halpirowa sont les noms issus de son premier mariage. Ceux issus de son deuxième mariage sont Pilstein, Pilsztyn, Pilsztynowa, Pilštyniova ou Pichelstein. Après son second  divorce, elle continue à utiliser le nom de famille de son mari, peut-être parce qu'il lui semblait plus noble. Dans la dédicace de ses mémoires, elle utilise le quatrième nom de famille, Makowska. Il a été suggéré qu'il s'agit du nom de famille de son troisième mari, mais l'origine de ce nom de famille reste inconnue.

## Vie et carrière médicale
Salomée Halpir est née près de Navahrudak, Grand-duché de Lituanie, dans la famille de Joachim Rusiecki, lui-même de petite noblesse. À l'âge de 14 ans, elle est mariée à un oculiste luthérien allemand, le Dr Jacob Halpir. Le couple déménage à Constantinople, Empire ottoman, où le Dr Halpir pratique la médecine. Il a de nombreux clients, tout en faisant face à une concurrence acharnée de la part des médecins juifs et musulmans. Malgré ou peut-être à cause de sa méconnaissance, en tant que femme chrétienne, du pays islamique où elle vit , Halpir est formée par son mari. Elle l'aide dans ses opérations et devient elle-même un médecin accompli qui se spécialise en chirurgie de la cataracte. Son statut de femme l'a aidée à trouver un créneau au service des patientes. Son statut d'étrangère l'a aidée à contourner les traditions islamiques qui limitent gravement la liberté des femmes. Halpir n'a jamais reçu de formation officielle en médecine.
Après avoir quitté Salomée Halpir avec leur fille de 2 ans, Constance, son mari tombe malade et décède. Halpir entreprend alors un vaste voyage à travers l'Europe. Pendant la guerre austro-russe-turque (1735-1739), elle achète quatre prisonniers de guerre autrichiens. Trois d'entre eux sont rachetées par des parents tandis que le quatrième, l'enseigne Pilstein, devient son deuxième mari. Deux fils naitront de cette union. Elle se rend en Pologne où Michał Kazimierz "Rybeńko" Radziwiłł  fait de son mari un officier et lui offre le poste de médecin à Nesvizh. Harpin se rend à Saint-Pétersbourg pour libérer des prisonniers de guerre turcs. Là, elle côtoie la cour impériale et rencontre l'impératrice Anna de Russie et la future impératrice Élisabeth de Russie. Après plusieurs mois, elle retourne en Pologne. Elle accuse son second mari d'adultère, de tentative d'empoisonnement, d'extorsion et divorce. Elle déménage à Vienne où le prince József Rákóczi, tombé amoureux d'elle, la demande en mariage. Elle refuse cette demande. Halpir se lie amoureusement avec un noble polonais, de sept ans son cadet, qui profite de sa richesse. Elle l'accuse  également de laissé mourir de faim un de ses fils. Elle retourne à Constantinople et devient médecin des femmes du harem du sultan Mustafa III. Jusqu'à récemment, son destin après 1760 (fin de ses mémoires) est inconnu. Dariusz Kołodziejczyk découvre qu’en 1763, elle est employée comme médecin au harem de Khan à Bakhchysarai. Il découvre aussi qu’elle est une informatrice du consul russe Aleksandr Nikiforov .

## Autobiographie

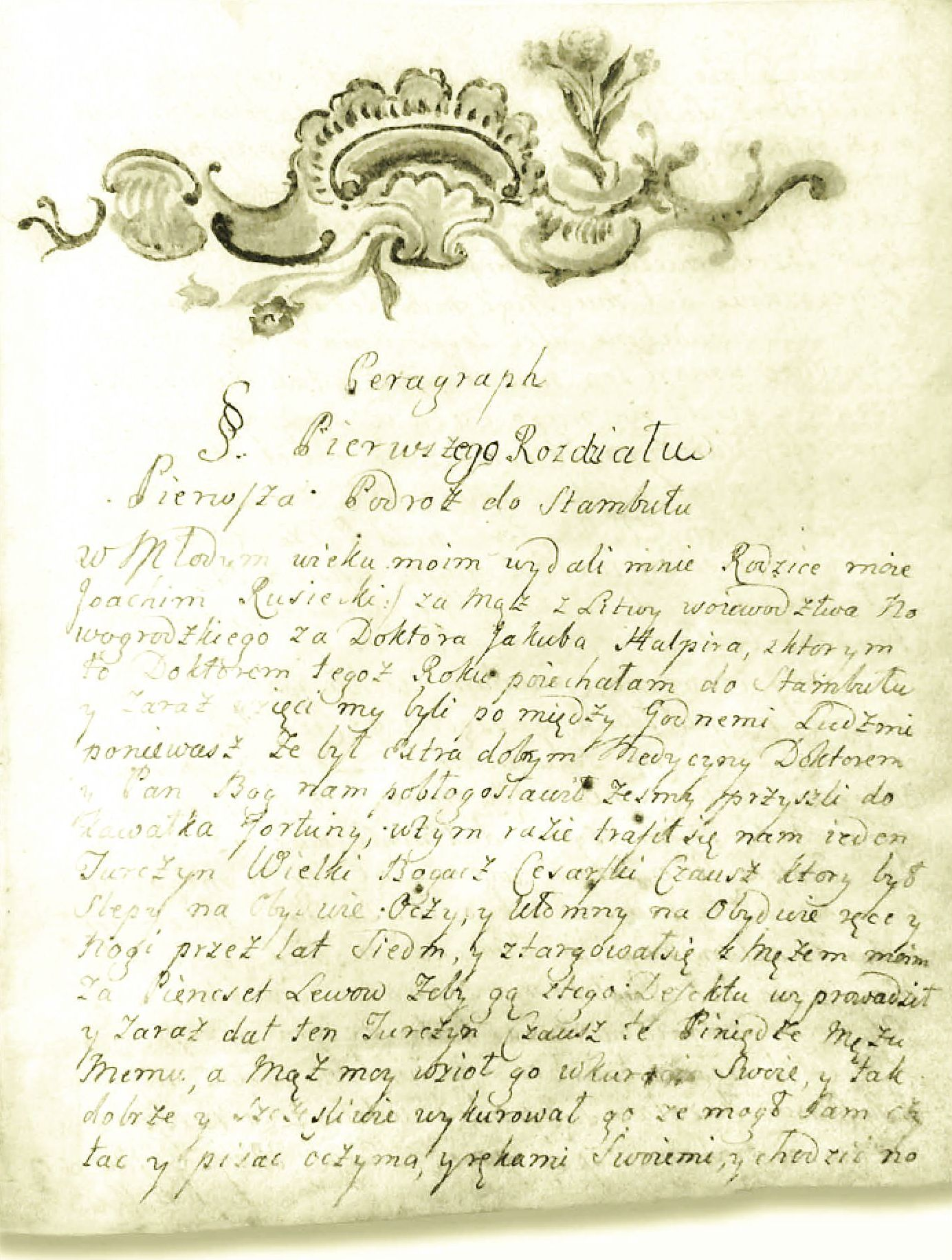
La première page de ses mémoires

L'autobiographie de 388 pages de Salomée Halpir a été découverte par un historien polonais, Glatman, dans la bibliothèque du prince Czartoryski . Le mémoire a été publié en Pologne en 1957 sous le nom de Proceder podróży i życia mego awantur (My Life's Travels and Adventures) . Un certain nombre d'événements dans ses mémoires semblent farfelus et invraisemblables. Par exemple, elle a décrit comment sa jambe est devenue molle et visiblement plus courte en raison d'un présage magique . Par conséquent, l'exactitude biographique de ses mémoires est contestée et certains chercheurs préfèrent les traiter davantage comme une œuvre de fiction que comme une autobiographie factuelle .

## Postérité
Salomée Halpir fait partie des femmes qui sont citées dans l’œuvre The Dinner Party de Judy Chicago.